# Nathalie Roussel
Pour les articles homonymes, voir Roussel.
Nathalie Roussel,  de son vrai nom Ghislaine Roussel, est une actrice et chanteuse française, née le 14 septembre 1956.
Elle est notamment connue pour avoir joué le rôle d'Augustine Pagnol, la mère de Marcel Pagnol, dans La Gloire de mon père et Le Château de ma mère d'Yves Robert.

## Biographie
Nathalie Roussel gagne en 1972 le concours du magazine Mademoiselle Âge tendre.

### Vie privée
Nathalie Roussel a été l'épouse de David Toscan du Plantier, fils de Daniel Toscan du Plantier et de Marie-Christine Barrault. Ils ont deux enfants : une fille, Marie, et un fils, Jules.

## Filmographie
Sauf indication contraire, les informations mentionnées dans cette section peuvent être confirmées par les bases de données cinématographiques  présentes dans la section « Liens externes ».

### Cinéma
- 1974 : Les Violons du bal de Michel Drach : la sœur de Michel
- 1974 : Le Cri du cœur de Claude Lallemand : Babette
- 1975 : Section spéciale de Costa-Gavras : une résistante
- 1975 : Parlez-moi d'amour de Michel Drach : Anne
- 1979 : Les Givrés d'Alain Jaspard : Nathalie
- 1982 : Guy de Maupassant de Michel Drach
- 1990 : La Gloire de mon père d'Yves Robert : Augustine Pagnol
- 1990 : Le Château de ma mère d'Yves Robert : Augustine Pagnol
- 1991 : Simple mortel de Pierre Jolivet : Brigitte
- 1991 : Mayrig d'Henri Verneuil : Gayane
- 1993 : 588, rue Paradis d'Henri Verneuil : Gayane
- 1994 : 3000 scénarios contre un virus de Paul Boujenah : (segment « L'Exclusion »)
- 1996 : Un homme est tombé dans la rue de Dominique Roulet
- 2000 : T'aime de Patrick Sébastien : Jeanne Michel
- 2001 : Les Rois mages de Bernard Campan et Didier Bourdon : la mère de Macha
- 2007 : À l'intérieur d'Alexandre Bustillo et Julien Maury : Louise
- 2012 : Comme des frères de Hugo Gélin : la mère d'Élie
- 2016 : Adopte un veuf de François Desagnat : la voisine d'Hubert

### Court-métrage
- 2024 : Les jours heureux de Johanna Legrand

### Télévision
- 1977 : Cinéma 16 - La Fortunette (série télévisée) : Guillemette
- 1977 : Banlieue Sud-Est (série télévisée) : Zézette
- 1978 : Mazarin (série télévisée) : Marie Mancini
- 1979 : Le Jeune homme vert - les 6 épisodes (série télévisée) : Chantal
- 1980 : La Pharisienne (série télévisée) : Michèle Pian
- 1981 : Les Amours des années folles - épisode  Molinoff, Indre-et-Loire (série télévisée) : Anne
- 1983 : Julien Fontanes, magistrat - épisode L'âge difficile (série télévisée) : Rose
- 1990 : L'Or et le Papier (série télévisée) : Jeanne Bouvier
- 1993 : Mayrig (série télévisée) : Gayane
- 1993 : L'Affaire Seznec (téléfilm) d'Yves Boisset : Marie-Jeanne Seznec
- 1993 : Antoine Rives, juge du terrorisme -  épisodes 1 à 6 (série télévisée) : Commissaire Claire Devaux
- 1993 : Meurtre en ut majeur (téléfilm) de Michel Boisrond : Carole Cormeil
- 1994 : Les Yeux d'Hélène - les 9 épisodes (série télévisée) : Régine
- 1995 : Ange Espérandieu (téléfilm) d'Alain Schwartzstein : Dolores
- 1996 : Le Baron (série télévisée) : Annalisa
- 1996 : Mon père avait raison (téléfilm) de Roger Vadim : Loulou
- 1997 : Le Grand Batre (téléfilm) de Laurent Carcélès : Zanie Bourriech
- 1998 - 2000 : Dossiers : Disparus - 12 épisodes (série télévisée) : Florence Sobel
- 2000 : Route de nuit (téléfilm) de Laurent Dussaux : Mathilde
- 2001 : Docteur Sylvestre - épisode Le Secret de Marc (série télévisée) : Barbara
- 2001 : Louis Page - épisode Le bienfaiteur (série télévisée) : Orlane de Mainière
- 2001-2003 : Commissariat Bastille - épisodes 1 à 7  (série télévisée) : Marie
- 2001 et 2008 : Julie Lescaut  (série télévisée) :
  - À couteaux tirés (2001) : Mathilde Dorsay
  - Julie à Paris (2008 ) : Isabelle Verlhomme
- 2002 : Joséphine, ange gardien - épisode La Vérité en face (série télévisée) : Anne
- 2003 : Une femme d'honneur - épisode Droit de garde (série télévisée) : Hélène Sagan
- 2004 : Boulevard du Palais - saison 6 épisode 13 : Rêve d'Afrique (série télévisée) : Marina Deban
- 2004 : Moments de vérité (téléfilm) de Bruno Carrière : Marie
- 2005 : La Femme coquelicot (téléfilm) de Jérôme Foulon : Céline
- 2006 : Commissaire Cordier - épisode Grain de sel (série télévisée) : Louise
- 2006 : Commissaire Moulin - épisode Le Profil du tueur (série télévisée) : Agnès Guersant
- 2007-2008 : SOS 18 - épisodes 4.3-4-5-6 et 5.4-6 (série télévisée) : Delphine Zeller
- 2010 : Nicolas Le Floch (série télévisée) : la reine
  - 3.5 : La Larme de Varsovie
  - 4.7 : Le Dîner de Gueux
  - 4.8 : L'Affaire de la Rue des Francs-Bourgeois
- 2011 : Le Jour où tout a basculé - ép :  Mon père n'est pas mort (Résurrection) (série télévisée) : Anne-Sophie Bordier-Lancourt
- 2012 : Ainsi soient-ils - épisodes 1.2-3-4-6-8 (série télévisée) : Catherine Chanseaulme
- 2013 : Candice Renoir - saison 1 épisode 6 : Est assez riche qui ne doit rien (série télévisée) : Agathe Lavandon
- 2014 : Section de recherches - épisodes 8-9  : Cyrano (série télévisée) : Édith Balestre
- 2014 : Ainsi soient-ils (série télévisée, épisode 2.1) : Catherine Chanseaulme
- 2013- : Hero Corp (série télévisée) (saison 3 et saison 4) : Jane
- 2017 : Occupied (série télévisée, épisode 2.5) : ministre de la justice française
- 2019 : Philharmonia (série télévisée) : la mère d'Hélène
- 2019 : La Stagiaire, saison 2, épisode Un étudiant modèle : Christine Laffont
- 2021 - 2023: Je te promets (série télévisée) d'Arnaud Sélignac et Renaud Bertrand : Florence (années 2020)
- 2021 : Meurtres sur les îles du Frioul de Sylvie Ayme : Françoise Verdier

## Théâtre
Sauf indication contraire ou complémentaire, les informations mentionnées dans cette section peuvent être confirmées par la base de données Les Archives du spectacle.
- 1986 : Le Nègre de Didier Van Cauwelaert, mise en scène Pierre Boutron
- 1996 : Azev de Bernard Thomas, mise en scène Régis Santon, Théâtre national de Chaillot
- 1998 : Le Sixième Ciel de Louis-Michel Colla, mise en scène Jean-Luc Moreau, Théâtre Saint-Georges avec Annie Girardot et Eric Pierrot
- 2000 : Paradis perdus de David Mamet, mise en espace Pierre Laville, Théâtre du Rond-Point
- 2002 : Les Monologues du vagin d'Eve Ensler, mise en scène François-Louis Tilly
- 2002 : La Jalousie de Sacha Guitry, mise en scène Bernard Murat, Théâtre Edouard VII
- 2002 : La locandiera de Carlo Goldoni, mise en scène Jean-Claude Brialy
- 2003 : Pourquoi j'ai jeté ma grand-mère dans le Vieux-Port de Serge Valletti, mise en scène Christophe Correia
- 2005 : Avis de tempête de Dany Laurent, mise en scène Jean-Luc Moreau, Théâtre des Variétés
- 2008 : Jacques et son maître de Milan Kundera, mise en scène Nicolas Briançon, Théâtre 14 Jean-Marie Serreau
- 2009 : Bon Anniversaire, mise en scène Thierry Harcourt, pour les 60 ans du Festival d'Anjou
- 2010 : Le Collectionneur de Christine et Olivier Orban, mise en scène Daniel Benoin, Théâtre national de Nice
- 2016 : Libres sont les papillons de Leonard Gershe, mise en scène Jean-Luc Moreau, Théâtre Rive Gauche
- 2018 : Tu te souviendras de moi de François Archambault, mise en scène Daniel Benoin, théâtre de Paris

## Discographie
- Annie Tendresse, au sein du duo Vitamine avec Yasmine Dahm, une amie et actrice. Barclay. Producteur : Éric Estève.